# Halowe Mistrzostwa Europy w Lekkoatletyce 1971 – sztafeta 4 × 4 okrążenia mężczyzn
Sztafeta 4 × 4 okrążenia mężczyzn – jedna z konkurencji biegowych rozgrywanych podczas halowych lekkoatletycznych mistrzostw Europy w hali Festiwalna w Sofii. Rozegrano od razu bieg finałowy 14 marca 1971. Długość jednego okrążenia wynosiła 200 metrów, więc była to sztafeta 4 × 800 metrów. Zwyciężyła reprezentacja Związku Radzieckiego. Konkurencję tę rozegrano po raz pierwszy na halowych mistrzostwach Europy, zastąpiła ona sztafetę szwedzką.

## Rezultaty

### Finał
Rozegrano od razu bieg finałowy, w którym wzięły udział 4 sztafety.

Opracowano na podstawie materiału źródłowego.
| Miejsce | Reprezentacja | Zawodnicy                                                                          | Czas   | Uwagi |
| ------- | ------------- | ---------------------------------------------------------------------------------- | ------ | ----- |
| 1       | ZSRR          | Walentin Taratynow, Stanisław Mieszczerskich, Aleksiej Taranow, Wiktor Siemiaszkin | 7:17,8 | WR    |
| 2       | Polska        | Krzysztof Linkowski, Zenon Szordykowski, Kazimierz Wardak, Michał Skowronek        | 7:19,2 | NR    |
| 3       | RFN           | Paul-Heinz Wellmann, Godehard Brysch, Dieter Friedrich, Bernd Epler                | 7:25,0 |       |
| 4       | Bułgaria      | Petyr Chikow, Dimczo Deribejew, Petyr Kiatowski, Atanas Atanasow                   | 7:26,4 |       |